# 묄른뤼케

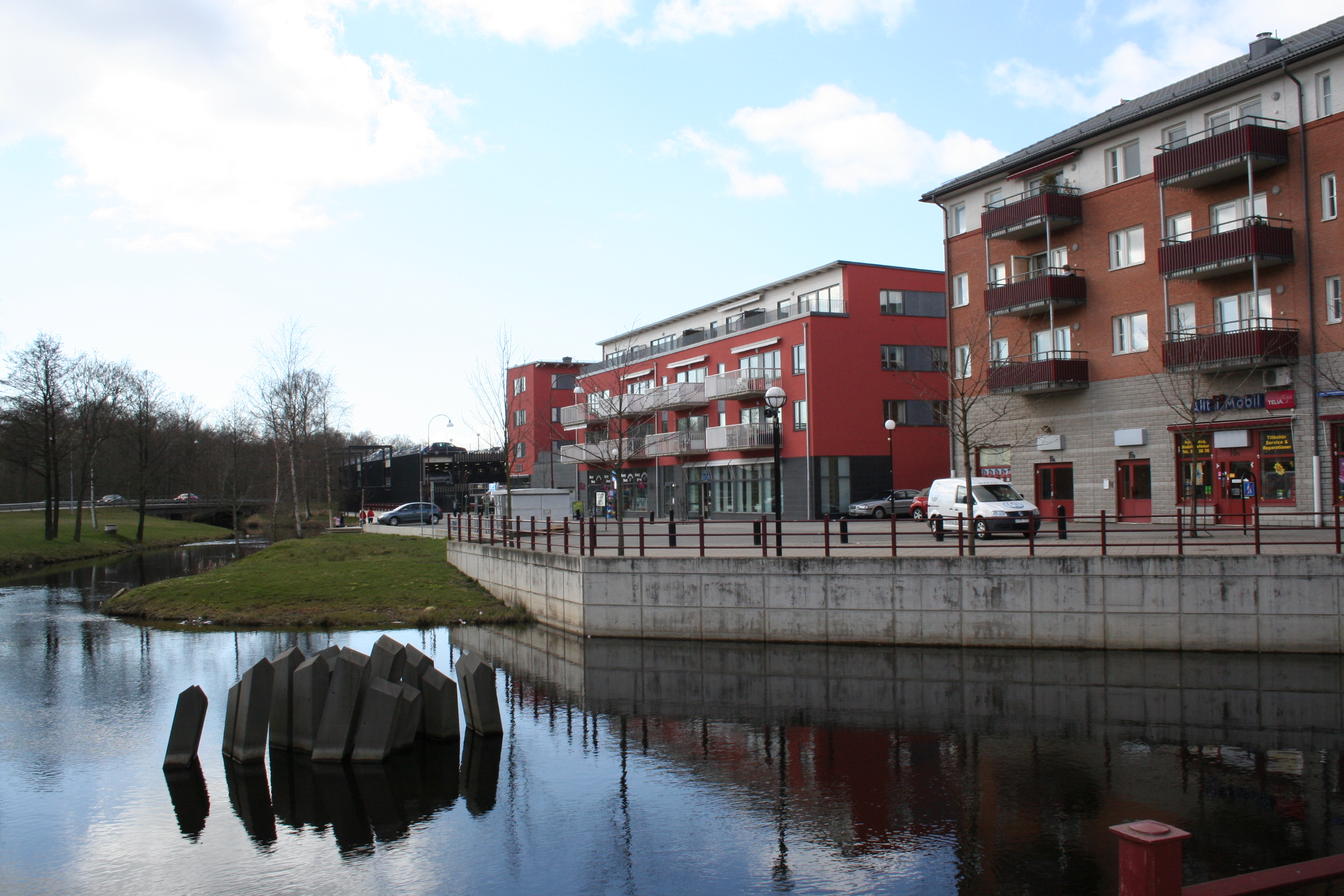
묄른뤼케

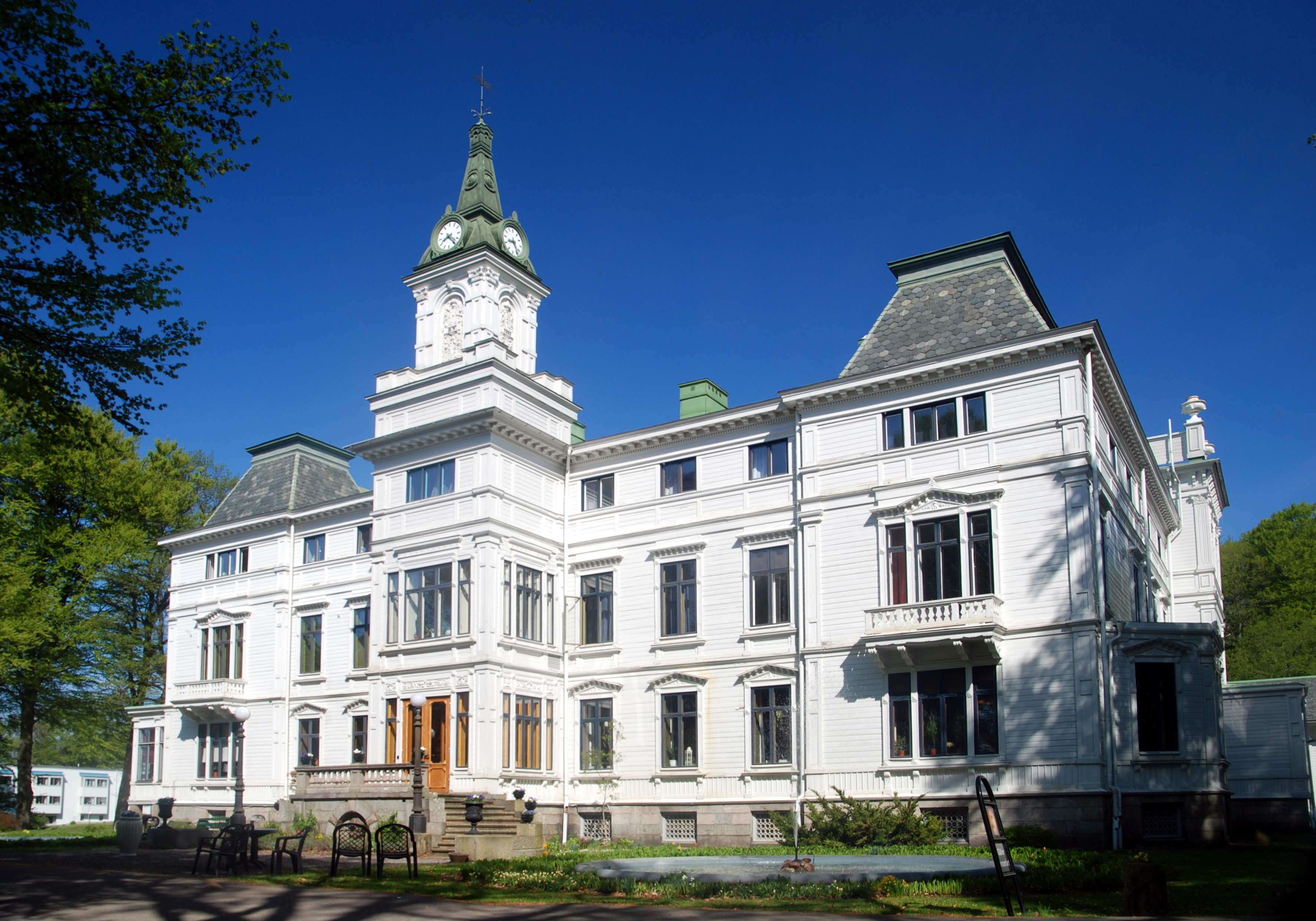
벤델스베리스 대학

묄른뤼케(스웨덴어: Mölnlycke)는 스웨덴 서부 베스트라예탈란드주에 위치한 도시로 면적은 8.10km2, 인구는 15,608명(2010년 기준), 인구 밀도는 1,928명/km2이며 행정 구역상으로는 헤뤼다 시(Härryda)에 속한다.